# Cửa hàng bách hóa Bình Nhưỡng số 1

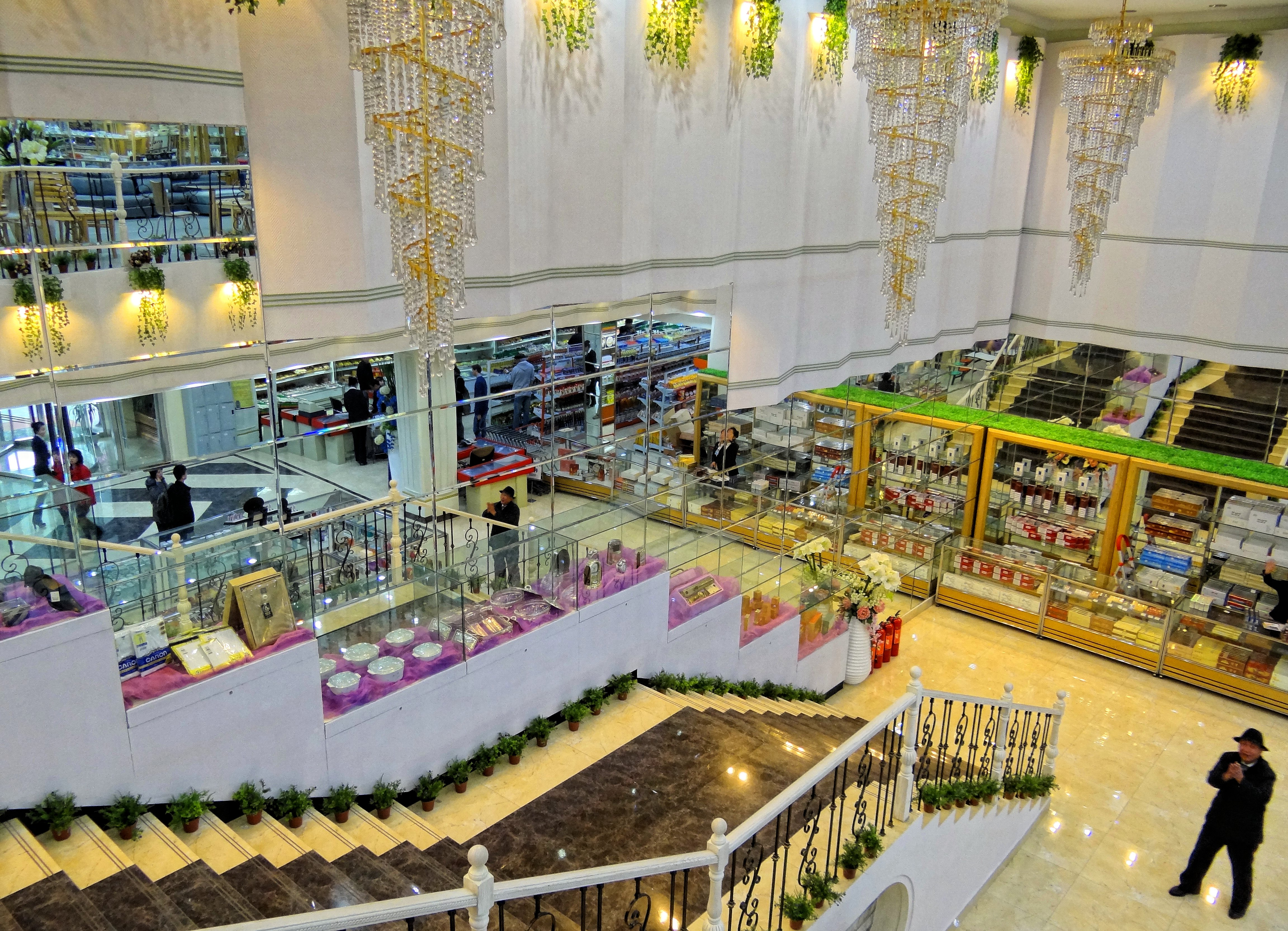
Cửa hàng bách hóa Paradise - chụp từ tầng 1 xuống tầng trệt

Cửa hàng bách hóa Bình Nhưỡng số 1 là một cửa hàng bán lẻ lớn ở thủ đô Bình Nhưỡng, Bắc Triều Tiên. Nó nằm trên Phố Sungri, gần với Quảng trường Kim Nhật Thành ở trung tâm thành phố Bình Nhưỡng, đây là một trong những cửa hàng bán lẻ lớn nhất cả nước và thường là địa điểm của các cuộc triển lãm hàng hoá lớn.
Cửa hàng cùng với hai cửa hàng khác được điều hành cùng với các đối tác kinh doanh Trung Quốc.

## Mua sắm
Cửa hàng cung cấp nhiều mặt hàng khác nhau bao gồm đồ điện tử, quần áo, đồ nội thất, thực phẩm, đồ dùng nhà bếp và đồ chơi. Tính đến  năm 2013, có khoảng 70% tổng số các mặt hàng trong cửa hàng được sản xuất ở trong nước. Cửa hàng này cũng là một trong những điểm dừng chân chính thức của khách du lịch tại thành phố. Cửa hàng bách hóa Bình Nhưỡng số 1 chỉ chấp nhận đồng nội tệ, không chấp nhận đồng ngoại tệ. Đây là một địa điểm mua sắm nổi tiếng của người dân địa phương và trong năm 2016, trung bình có tới 20.000 người mua sắm đã ghé thăm cửa hàng mỗi ngày.
Nhà báo Thụy Điển Caroline Salzinger mô tả chuyến thăm của cô ấy đến cửa hàng bách hóa với tư cách là một khách du lịch vào giữa những năm 2000. Khi đến nơi, cửa hàng đã đóng cửa. Một trong những hướng dẫn viên đi cùng cố gắng đánh lạc hướng cô ấy, trong khi người còn lại lao vào để mở cửa. Khi mở cửa, hướng dẫn viên đã phải tranh giành người qua lại để chiếm giữ cửa hàng như "người mua hàng". Lúc họ bước vào, thang cuốn đã được khởi động. Những người mua sắm tỏ ra không biết làm thế nào để hành động trong một cửa hàng bách hoá. Sau khi gặp nhiều khó khăn, Salzinger đã cố gắng mua được món hàng mà cô ấy muốn, người thu ngân đã bối rối và không đưa cho cô ấy một chiếc túi nhựa đựng đồ của cô ấy: "Chúng tôi nhìn vào mắt nhau. Cô ấy biết rằng có điều gì đó không ổn, và rằng không phải mọi thứ đều như vậy, nhưng cô ấy không biết nó là gì." 
Theo Salzinger, một nhà ngoại giao phương Tây đã theo dõi cửa hàng bách hóa trong một giờ và không thấy ai ra ngoài với những món hàng đã mua.
Theodore Dalrymple đã từng đến thăm cửa hàng bách hóa này vào năm 1989. Anh mô tả bản chất Potemkin của nơi này như sau: “Tôi cũng theo dõi một vài người xung quanh một cách ngẫu nhiên, kín đáo nhất có thể. Một số bị bận rộn trong việc lên xuống thang cuốn không ngừng; những người khác lang thang từ quầy này sang quầy khác, dành vài phút cho mỗi quầy trước khi tiếp tục. Họ không kiểm tra hàng hoá; họ đi lại một cách bơ phờ như những người mù chữ có thể, bị kết án là dành cả ngày giữa các giá sách của một thư viện. Tôi không biết nên cười hay bùng nổ vì tức giận hay khóc. Nhưng tôi biết mình đang nhìn thấy một trong những cảnh đẹp đặc biệt nhất của thế kỷ XX."

### Công trình được trích dẫn
- Salzinger, Caroline (2008). Terveisiä pahan akselilta: Arkea ja politiikkaa maailman suljetuimmissa valtioissa (bằng tiếng Phần Lan). Lempinen, Ulla biên dịch. Jyväskylä: Atena. ISBN 978-951-796-521-7.